# Chaitophorus flavissimus
Chaitophorus flavissimus är en insektsart. Chaitophorus flavissimus ingår i släktet Chaitophorus och familjen långrörsbladlöss. Inga underarter finns listade i Catalogue of Life.